# Lipps Inc.
Pour les articles homonymes, voir Lipps.
Lipps Inc. (prononcer comme l'anglais lip sync, en référence à la synchronisation labiale) est un groupe américain disco actif durant la première moitié des années 1980, et principalement connu pour le tube Funkytown sorti en 1980. Il se différencie du son disco avec un mélange des styles disco, funk, new wave pop et rhythm and blues.
Le groupe est formé à Minneapolis en 1979, par le multi-instrumentiste (sauf la basse) Steven Greenberg qui écrit et produit toutes les musiques du groupe. À 24 ans, alors qu'elle était secrétaire dans la police locale, Cynthia Johnson, Miss Black Minnesota en 1976, lui envoie une démo réalisée avec James Harris III et le bassiste Terry Lewis, futur The Time. Bruce Bird, du label Casablanca Records, leur fait signer leur premier titre disco : Rock It. Le reste du groupe est constitué de musiciens évoluant au gré des sessions d'enregistrements studio (les guitaristes David Rivkin, Bobby Schnitzer et Tom Riopelle, le clavieriste Ivan Rafowitz, le bassiste Terry Grant, le batteur Bobby Vandell). Remplacée sur certains titres du dernier album par Melanie Rosales, Cynthia Johnson quittera le groupe en 1983.
En 1980, Funkytown, leur deuxième single, est le seul titre produit par Lipps Inc. à parvenir en tête des hit-parades internationaux, leur donnant la consécration d'un disque de platine.
Après quatre albums studio, le groupe cesse toute activité au milieu des années 1980.

## Discographie

### Singles
- Rock it (1979, Flight Records)
- Funkytown (1980, Casablanca Records)
- All Night Dancing (1980, Casablanca Records), édité en face B du 45 tours Funkytown
- How Long (1980), reprise du groupe Ace
- Designer Music
- Jazzy
- There They Are
- Tight Fair
- Addicted To The Night
- Hold Me Down
- Choir Pratice
- Hit The Deck (1985, Wide Angel Records)
- Does Anybody Know (1985, Wide Angel Records)
- Power
- Gossip Song
- Always Lookin' (1980)
- Hold Me Down (1981)
- I Need Some Cash (1982)